# Тимашев, Сергей Иванович
Серге́й Ива́нович Тима́шев (1858 — 27 января 1920, Петроград) — русский государственный деятель, статс-секретарь (17 февраля 1915), действительный тайный советник (1 января 1917).

## Биография
Родился в семье потомственных дворян Тимашевых.
Учился в 1-й Петербургской гимназии,а с 1872 года — в Александровском лицее. По окончании лицея — с золотой медалью в 1878 году — служил в Государственной канцелярии, Министерстве юстиции и канцелярии Сената. В 1882—1884 годах жил за границей, где прослушал курсы лекций по экономике и финансам в университетах Берлина, Вены и Гейдельберга.
После возвращения в Россию служил в Министерстве финансов. С 1886 года — начальник отделения Департамента торговли и мануфактур, которое возглавлял в течение шести лет. В 1887 году произведен в надворные советники, в 1889 — пожалован чином коллежского советника, а с 1891 года произведен в чин статского советника. Чин действительного статского советника С. Тимашев получил в 1895 году, тайного советника — в 1904 году. В 1892—1893 годах занимал должность вице-директора Особенной канцелярии по кредитной части.
В 1892—1894 годах был членом Комиссии по пересмотру Устава Государственного банка и управляющим делами этой комиссии. С 1893 года — товарищ управляющего Государственным банком. С 5 сентября 1903 года — управляющий Государственным банком. Благодаря его усилиям в годы русско-японской войны был сохранён размен кредитных билетов на золото. С 5 ноября 1909 по 17 февраля 1915 года — министр торговли и промышленности. На этому посту добился принятия закона о государственном страховании рабочих от несчастных случаев и болезней.
6 декабря 1911 года назначен членом Государственного совета. В Государственном совете примыкал к группе центра, затем к внепартийному объединению. В феврале 1915 года Сергей Иванович ушёл в отставку с министерского поста, оставаясь членом Государственного совета.
В августе 1915 года избран Государственным советом членом Особого совещания по обороне; с 26 августа 1915 года председательствовал в созданной Особым совещанием Подготовительной комиссии по артиллерийским вопросам. Действительный тайный советник (1917).
Последние годы жизни он провёл за написанием мемуаров. Недолгое время работал в Наркомате финансов. Умер в 1920 году в петроградской больнице имени доктора Гааза от сыпного тифа, похоронен на кладбище Александро-Невской лавры.

## Семья
Был женат на Марии Николаевне фон Тур (1866—1906). Их дети:
- Николай (1886—1970), выпускник Александровского лицея (1908), социолог и правовед.
- Иван (1888—1915), выпускник Александровского лицея (1909), подпоручик лейб-гвардии Семёновского полка. Убит в бою у посада Павлова 17 июля 1915 года.
- Борис (1891—?), подпоручик лейб-гвардии 2-й артиллерийской бригады, георгиевский кавалер.
- Андрей (1899—1998)

## Награды
- Орден Святого Станислава 3-й степени (01.01.1883)
- Орден Святого Владимира 4-й степени (13.04.1897)
- Орден Святого Владимира 3-й степени (05.04.1898)
- Орден Святого Станислава 1-й степени (01.04.1901)
- Орден Святой Анны 1-й степени (02.04.1906)
- Орден Святого Владимира 2-й степени (29.03.1909)
- Высочайшая благодарность (07.01.1912)
- Орден Белого орла (25.03.1912)
- Высочайший рескрипт (21.02.1913)
- Орден Святого Александра Невского (06.04.1914)
- Орден Бухарской Золотой Звезды 1-й степени, пожалованный эмиром Бухарским (04.01.1902)
- Орден Искандер-Салис, пожалованный эмиром Бухарским (09.03.1910)

Кроме того, был избран почетным гражданином Екатеринбурга за «весьма сочувственное отношение к Екатеринбургу в вопросе о высшем учебном заведении» (1914)